# Bejou (Minnesota)
Bejou es una ciudad ubicada en el condado de Mahnomen en el estado estadounidense de Minnesota. En el Censo de 2010 tenía una población de 89 habitantes y una densidad poblacional de 85,06 personas por km².

## Geografía
Bejou se encuentra ubicada en las coordenadas 47°26′35″N 95°58′20″O / 47.44306, -95.97222. Según la Oficina del Censo de los Estados Unidos, Bejou tiene una superficie total de 1.05 km², de la cual 1.05 km² corresponden a tierra firme y (0%) 0 km² es agua.

## Demografía
Según el censo de 2010, había 89 personas residiendo en Bejou. La densidad de población era de 85,06 hab./km². De los 89 habitantes, Bejou estaba compuesto por el 76.4% blancos, el 0% eran afroamericanos, el 17.98% eran amerindios, el 1.12% eran asiáticos, el 0% eran isleños del Pacífico, el 0% eran de otras razas y el 4.49% pertenecían a dos o más razas. Del total de la población el 0% eran hispanos o latinos de cualquier raza.